# Zapotèque de Yautepec
Le zapotèque de Yautepec (ou zapotèque de San Bartolo Yautepec, zapotèque de Yautepec du Nord-Ouest) est une variété de la langue zapotèque parlée dans l'État de Oaxaca, au Mexique.

## Localisation géographique
Le zapotèque de Yautepec est parlé dans la ville de San Bartolo Yautepec (en) dans l'est de l'État de Oaxaca, au Mexique,.

## Intelligibilité avec les variétés du zapotèque
Les locuteurs du zapotèque de Yautepec ont une intelligibilité de 10 % du zapotèque de Tlacolulita (le plus similaire) mais d'aucune autre variété de zapotec.

## Utilisation
Le recensement de 1990 donnait 310 locuteurs du zapotèque de Yautepec dont quatre monolingues, tous de plus de 50 ans. Sur la totalité des locuteurs, 126 ont entre 35 et 50 ans et 138 plus de 50 ans. Ils utilisent aussi notamment l'espagnol.